# Blake Stone: Planet Strike
Blake Stone: Planet Strike — компьютерная игра в жанре шутера от первого лица на движке Wolfenstein 3D, сиквел игры Blake Stone: Aliens of Gold. Разработана JAM Productions и издана Apogee Software. Выпущена 28 октября 1994 года для операционной системы DOS.
Сюжет игры продолжает историю первой части, повествуя об агенте британской разведки, которому предстоит нанести окончательное поражение злому учёному — доктору Голдфайру.
Игра получила смешанные отзывы критиков. Игровые обзорщики сравнивали игру с Doom и отмечали незначительные различия между Planet Strike и предыдущей игрой серии.

## Игровой процесс
Игра представляет собой шутер от первого лица для операционной системы DOS. Игра состоит из 24 уровней, последовательно проходимых в рамках одного эпизода. По сравнению с первой частью, были внесены незначительные изменения геймплея и добавлена новая графика. Игрок может находить боеприпасы, аптечки, еду и оружие, а также аккумуляторы, дающие заряд, необходимый для масштабирования мини-карты. На уровнях присутствуют автоматы с едой, с помощью которых игрок может восполнить здоровье при наличии у него жетонов. На каждом уровне игроку необходимо отыскать детонатор, после чего взорвать куб безопасности, блокирующий порталы на следующие уровни. У игрока также есть возможность вернуться на предыдущие уровни.
В игре имеются 6 видов оружия, в том числе новая антиплазменная пушка, которой игрок может взрывать двери. Соперниками выступают пришельцы и мутанты, некоторые из которых могут маскироваться под статуи и колонны, а также учёные, часть из которых являются дружественно настроенными по отношению к игроку информаторами. При взаимодействии с информаторами игрок получает подсказки, жетоны для автоматов с едой или боеприпасы.
В игре присутствует самозаполняющаяся карта, которую игрок может увеличивать при наличии у него заряда аккумулятора. При однократном увеличении масштаба на карте отмечаются противники, а при двукратном на карте также появляются отметки о входах в скрытые зоны.

## Сюжет
В прошлой части игры Блейк Стоун остановил планы доктора Пайруса Голдфайра, намеревавшегося захватить галактику, однако последнему удалось сбежать. Голдфайр обосновался на планете Селон в заброшенном учебном центре, где и разворачиваются события игры. Игрок в роли Блейка Стоуна должен раз и навсегда нанести поражение злодею Голдфайру.

## Разработка и выпуск
Planet Strike была разработана компанией JAM Productions, состоявшей из Майка Майнарда, Джимми Роу и Джерри Джонса. Игра была основана на движке Wolfenstein 3D и была первой в линейке продуктов компании Apogee Software, целиком выпущенной напрямую рознично в упакованном виде без условно-бесплатной версии. Для привлечения внимания на обложке игры изобразили женщину, которой не было в самой игре.
В коде игры существовала проблема, приводящая к нехватке памяти при добавлении большого количества звуковых дорожек, поэтому для некоторых новых игровых противников переиспользовались звуковые дорожки других юнитов, проигранные задом наперёд. Из первой части также были взяты боссы, но в Planet Strike они представляют собой более слабых часто встречающихся противников. Игровые уровни были созданы в редакторе TEd.

## Оценки и мнения
| Иноязычные издания       | Иноязычные издания |
| Издание                  | Оценка             |
| ------------------------ | ------------------ |
| Electronic Entertainment | 4/5                |
| Computer Player          | 8/10               |

Джоэл Энос в обзоре для американского журнала Electronic Entertainment отметил, что поклонники Doom «не будут впечатлены графикой». Вместе с тем он высказал мнение, что игра имеет «достаточно сильный фактор привыкания» и по итогу назвал Planet Strike «достойным преемником Wolfenstein 3D и Doom, в который сложно перестать играть». Журнал присвоил игре оценку 4/5.
Обзорветаль журнала Computer Player Джефф Чич отметил, что «общий вид и ощущения от Planet Strike довольно похожи на Aliens of Gold». Обзорщик посетовал на то, что в игру добавили всего одно новое оружие, но назвал геймплей игры «интенсивным», который «наверняка понравится всем, кроме самого переигравшего в Doom игрока». Журнал присвоил игре оценку 8/10.
Основатель сайта Hardcore Gaming 101 Курт Калата в ретроспективном обзоре раскритиковал игру, назвав «просто ошеломляющим» решение выпустить сиквел к первой игре без реальных улучшений движка через две недели после выхода Doom II. По мнению обзорщика, Planet Strike является «не более чем дешёвым набором миссий» и играть в него после первой части «нет причин».